# فرديناند بارلو
فرديناند بارلو (بالفرنسية: Ferdinand Barlow)‏ هو مصمم رقص وملحن فرنسي، ولد في 2 أكتوبر 1881 في ميلوز في فرنسا، وتوفي في 3 يناير 1951 في بولون-بيانكور في فرنسا.